# David Bryan
David Bryan Rashbaum (ur. 7 lutego 1962 w Perth Amboy) – amerykański muzyk i kompozytor, pochodzenia żydowskiego. Klawiszowiec zespołu Bon Jovi. Wcześniej grał w zespole Atlantic City Expressway (ACE). Wydał dwie solowe płyty: On A Full Moon (1995) oraz Lunar Eclipse (2000). Miał żonę April McLean (ślub w roku 1990), ale po piętnastu latach wzięli rozwód. Ma trójkę dzieci, bliźniaki Gabrielle i Colton (ur. 19 marca 1994 r.), oraz Tiger Lily (ur. 1 maja 2000 r.).

## Dzieciństwo
David urodził się w Perth Amboy, New Jersey, ale dorastał w Edison, New Jersey. Jego ojciec Eddie Rashbaum grał na trąbce. Z pochodzenia jest Żydem, ale po części ma polską krew - jego dziadkowie, od strony ojca, byli Polakami. Uczęszczał do szkoły podstawowej Clara Barton, gdzie nauczył się grać na wielu instrumentach, m.in.: skrzypcach, altówce, trąbce oraz klarnecie. Uczestniczył również do gimnazjum Herbert Hoover, a w późniejszym czasie ukończył John P. Stevens High School. Bryan zaczął się uczyć grać na fortepianie w wieku 7 lat.

## Instrumentarium
David Bryan głównie używa instrumentów firmy Yamaha. Na początku lat 80 używał syntezatorów analogowych, m.in. Memorymoog, Prophet, Oberheim. Podstawowym instrumentem było pianino elektryczne Yamah CP80. Rok 1986 przyniósł zmiany i na trasie promującej Slippery When Wet głównym instrumentem została Yamaha KX88, która towarzyszyła muzykowi do końca 1993 roku. W roku 1988 na trasie Jersey Syndicate Bryan używał również modelu DX7 oraz organów Hammonda. W 1993 roku podczas trasy promującej album Keep The Faith używał Yamahy CP80 w kolorze białym, organów Hammonda, dwóch KX88 oraz modelu SY85. Ponadto korzystał z instrumentu firmy Akai. Od 1994 roku jego podstawowym instrumentem jest pianino Yamaha P500. Podczas trasy promującej These Days używał dwóch syntezatorów Yamaha W5 oraz organów Hammonda. Trasa promująca Crush przyniosła kolejne zmiany - W5 zostały zastąpione przez model S80 a organy Hammonda przez Oberheim OB-5. w 2002 roku model S80 został zastąpiony przez pierwszy produkt z serii Motif. w 2007 roku został zastąpiony modelem Motif XS. Zestawienie to funkcjonuje do dzisiaj.

## Dyskografia solowa
- On a Full Moon (1995, Ignition Records)[3]
- Lunar Eclipse (2000, Rounder Select/Rounder)[4]